# Halotriquita
L'halotriquita és un mineral de la classe dels sulfats. Anomenat així l'any 1839 per Ernst Friedrich Glocker, del grec αλζ (hals) que significa sal, i τρικοζ (thrix) que vol dir cabell. Pertany i dona nom al grup halotriquita de minerals.

## Característiques
Es tracta d'un sulfat molt hidratat de ferro i alumini, sent l'equivalent amb ferro de l'apjohnita, un altre mineral també del grup de la halotriquita però amb manganès. La seva fórmula és Fe²⁺Al₂(SO₄)₄(H₂O)₁₇·5H₂O. Forma una sèrie de solució sòlida amb la pickeringita, en la qual la substitució gradual del ferro per magnesi va donant els diferents minerals de la sèrie. Cristal·litza en el sistema monoclínic formant cristalls amb forma d'agulles o prismes. El seu hàbit inclou agrupacions aciculars, clústers asbestiformes, incrustacions i eflorescències. Es disgrega en l'aire lliure, i la seva duresa és d'1,5 a 2 en l'escala de Mohs.
Segons la classificació de Nickel-Strunz, l'halotriquita pertany a «07.CB: Sulfats (selenats, etc.) sense anions addicionals, amb H₂O, amb cations de mida mitjana» juntament amb els següents minerals: dwornikita, gunningita, kieserita, poitevinita, szmikita, szomolnokita, cobaltkieserita, sanderita, bonattita, aplowita, boyleita, ilesita, rozenita, starkeyita, drobecita, cranswickita, calcantita, jôkokuita, pentahidrita, sideròtil, bianchita, chvaleticeita, ferrohexahidrita, hexahidrita, moorhouseita, nickelhexahidrita, retgersita, bieberita, boothita, mal·lardita, melanterita, zincmelanterita, alpersita, epsomita, goslarita, morenosita, alunògen, meta-alunògen, aluminocoquimbita, coquimbita, paracoquimbita, rhomboclasa, kornelita, quenstedtita, lausenita, lishizhenita, römerita, ransomita, apjohnita, bilinita, dietrichita, pickeringita, redingtonita, wupatkiita i meridianiïta.

## Formació i jaciments
Es troba en forma d'inflorescències en jaciments minerals de sulfurs exposats a la intempèrie, així com en zones d'oxidació de carbó amb pirita, amb acumulacions persistents en àrees de clima àrid. També s'ha trobat en forma de precipitat al voltant de les fumaroles volcàniques. Es troba àmpliament distribuït per tot el món, encara que on apareix ho fa en quantitats molt petites pel que no es pot dir que sigui important com a mena de ferro en mineria. Sol trobar-se associat a altres minerals com: melanterita, copiapita, guix, epsomita o alunògen.
Als territoris de parla catalana ha estat descrita a les mines de la Riera de Cervelló (Baix Llobregat), a la mina Elvira (Gavà, Baix Llobregat), a Santa Creu d'Olorda (Barcelonès) i a les mines de Sa Plan (Bausen, Vall d'Aran).

## Varietats
La masrita, també coneguda com a johnsonita, és l'única varietat d'halotriquita coneguda. Es tracta d'una varietat amb cobalt i manganès, de fórmula química (Fe,N,Co)Al₂(SO₄)₄·24H₂O. És un mineral originari d'Egipte.